# Julius Lindberg
Jörgen Julius "Julle" Lindberg, född 4 januari 1999, är en svensk fotbollsspelare som spelar för BK Häcken. Han har tidigare på seniornivå representerat Ytterby IS, Qviding FIF, och Gais, där han utsågs till årets spelare i Superettan 2023.

## Karriär

### Ungdomsår
Då Lindberg var sex år flyttade han med familjen till Phuket i Thailand, där de bodde i ett år för att göra något annorlunda innan Julius och den två år yngre brodern Alvin skulle börja skolan. Därefter flyttade familjen till Hålta i Kungälvs kommun, och Lindberg började spela pojkfotboll i Ytterby IS.
Mellan 2010 och 2014 spelade Lindberg för IFK Göteborgs ungdomslag. Han blev dock bortprioriterad av IFK:s  akademi, bland annat för att han var liten till växten, och spelade därefter för IK Kongahälla innan han gick tillbaka till Ytterby IS, där han påbörjade sin seniorkarriär med fem matcher i Division 3 2016. Säsongen 2017 spelade Lindberg 15 matcher och gjorde sex mål för klubben i Division 4. Under åren i Ytterby hade han ögonen på sig från både större klubbar och ungdomslandslagen, och klubbens dåvarande tränare Anders Thornberg hade kontakt med P16-landslagets förbundskapten Roland Nilsson om Lindberg. Det mynnade dock aldrig ut i något landslagsspel för Lindberg.
I december 2017 värvades den då 18-årige Lindberg av Qviding FIF. Qviding tränades av förre Ytterby-tränaren Robert Vilahamn, som tidigare även hade tränat Örgryte IS akademi och då försökt värva Lindberg. I Qviding blev Lindberg lagkamrat med bland andra Patrik Wålemark; de båda ungdomarna sattes på varsin ytterposition och blev dessutom goda vänner. Lindberg gjorde 13 mål på 14 matcher i Division 3 2018, då Qviding vann sin serie och gick upp i tvåan. Säsongen 2019 gjorde Lindberg 17 mål på 25 matcher i Division 2, då Qviding återigen vann serien och gick upp i Ettan södra. Han gjorde samma säsong mål mot allsvenska BK Häcken i svenska cupen.

### Gais
Lindberg följde dock inte med Qviding upp i ettan. Robert Vilahamn lämnade Qviding för en tjänst som assisterande tränare i BK Häcken och ville gärna ta med sig Lindberg till den allsvenska klubben, men i december 2019 värvades han i stället av Superettanlaget Gais, där han skrev på ett tvåårskontrakt. Han gjorde sin Superettan-debut den 16 juni 2020 i en 1–0-vinst över Jönköpings Södra och spelade säsongen 2020 24 matcher (6 mål) för Gais i Superettan. I december 2020 förlängde han sitt kontrakt med Gais fram över säsongen 2023.
Säsongen 2021 blev tung för Lindbergs Gais, som trots en fin försäsong och en bra start åkte ur Superettan efter förlust i kvalet mot Dalkurd FF. Lindberg gjorde tre mål på 29 matcher under säsongen. I början av säsongen 2022 var Lindberg långt ifrån självklar i Gais startelva i Ettan södra; trots 29 spelade matcher under säsongen var bara 14 av dessa från start. Det blev dock sex mål för Lindberg under säsongen, och framför allt gjorde han en stark höstsäsong när Gais vann serien och åter gick upp i Superettan.
Efter en bra försäsong var Lindberg åter given i Gais startelva i Superettan 2023, och inledde säsongen med sex mål och fyra assist på 12 matcher. Han fick en egen ramsa av Gaisklacken – "Julius Lindberg, han gör vad han vill" – och flera större klubbar uppgavs skicka scouter till Gais matcher. Efter den fina starten i serien utsågs han till månadens bäste spelare i Superettan för april 2023.
I augusti 2023 skrev Göteborgs-Posten att Lindberg hade gjort klart med BK Häcken till säsongen 2024, då hans kontrakt med Gais skulle löpa ut efter säsongen; inga av de inblandade parterna bekräftade emellertid övergången förrän säsongen var slut. Efter en formsvacka under sommaren, då ryktena om en snar övergång till Häcken tog fart, kom Lindberg tillbaka i slag efter att sommarens transferfönster stängt och det stod klart att han skulle stanna i Gais åtminstone säsongen ut. Sammanlagt gjorde Lindberg 11 mål och 10 assist på 29 matcher och blev Superettans poängkung. Han utsågs efter säsongen till årets forward och årets spelare i Superettan.

### BK Häcken
I slutet av november 2023 kom beskedet att Lindberg lämnade Gais och hade skrivit på ett fyraårskontrakt med allsvenska BK Häcken. I Häcken omskolades han snart till högerback, och han spelade 27 matcher (5 mål) i Allsvenskan 2024; det toppsatsande Häcken slutade dock bara på en åttondeplats i Allsvenskan. Efter en knäoperation i november 2024 har Lindberg i långa perioder varit på Häckens skadelista under 2025.